# 碲化二(二甲基铝)
碲化二(二甲基铝)是一种化合物，化学式为[(CH3)2Al]2Te。它可由碲化二(三丁基锡)和三甲基铝在甲苯中于90 °C反应得到。它可用于将C=O转化为C=Te，以制备碲醛、碲酮、碲代酰胺、异碲氰酸酯等有机碲化合物。

## 拓展阅读
- Chunming Cui, Herbert W. Roesky, Mathias Noltemeyer, Hans-Georg Schmidt. . Organometallics. 1999-11, 18 (24): 5120–5123  [2020-08-28]. ISSN 0276-7333. doi:10.1021/om9904807 （英语）.